# 鶴見區 (大阪市)
鶴見區（日语：／ Tsurumi ku */?）是大阪市的24個區之一，位於大阪市的東部。1990年在大阪市舉辦的國際花與綠博覽會其場地即位於區內北部與守口市邊界上的花博紀念公園鶴見綠地。

## 歷史
現在的鶴見區範圍在過去屬於攝津國東成郡和河內國茨田郡，1889年實施町村制後分屬榎本村、今津村、古宮村、諸堤村三個行政區劃；1902年今津村先被併入榎本村，榎本村又於1925年先被併入大阪市，最初被劃入東成區。此後在1939年諸堤村和古宮村合併為茨田町，1943年過去原本為東成區中部的區域被劃出設立為城東區，之後茨田町於1955年被併入大阪市，劃入城東區。
1974年，城東區再將東部及過去榎本村及茨田町的區域分出設立為鶴見區。

## 交通

### 鐵路
西日本旅客鐵道
- 片町線（學研都市線）、 大阪東線：放出站

雖然車站所在地是東大阪市，片町線（學研都市線）德庵站、鴻池新田站也有不少人使用。
大阪市高速電氣軌道（大阪地下鐵）
- 長堀鶴見綠地線：今福鶴見站 - 橫堤站 - 鶴見綠地站

雖然車站所在地是門真市，門真南站也有許多人使用。

## 外部連結
- （日語） 大阪市鶴見區公所的Facebook專頁
- （日語） 大阪市鶴見區公所的X（前Twitter）
- （日語） YouTube上的大阪市鶴見區公所頻道